# Јењиковице (Храдец Кралове)
Јењиковице (чеш. Jeníkovice) је насељено мјесто са административним статусом сеоске општине (чеш. obec) у округу Храдец Кралове, у Краловехрадечком крају, Чешка Република.

## Становништво
Према подацима о броју становника из 2014. године насеље је имало 480 становника.